# Brooke Pratley
Brooke Pratley (Goulburn, 6 april 1980) is een Australisch roeister. Ze nam tweemaal deel aan de Olympische Spelen en won hierbij één zilveren medaille.

## Biografie
In 2006 nam Pratley een eerste keer deel aan het WK roeien. Aan de zijde van Liz Kell werd Pratley wereldkampioen op de dubbel twee.
Op de Olympische Spelen van 2008 in Peking eindigde Pratley op een 6e plaats op de acht-met-stuurvrouw.
In 2012 nam Pratley opnieuw deel aan de Olympische Spelen. Samen met Kim Crow nam ze deel aan de dubbel-twee. Het Australische duo roeide naar een zilveren medaille achter het Britse duo.

## Palmares

### Dubbel Twee
- 2006:  WK
- 2012:  OS Londen

### Dubbel Vier
- 2007: 7e WK
- 2010: 4e WK
- 2011: 4e WK

### Acht
- 2008: 6e OS Peking